# اولی اشتک
اولی اشتک (آلمانی: Ueli Steck، ۴ اکتبر ۱۹۷۶ – ۳۰ آوریل ۲۰۱۷) کوهنورد، و نجار اهل سوئیس بود. وی یکی از سرشناس‌ترین کوهنوردان جهان بود. او به خاطر سرعتش در کوهنوردی شناخته می‌شد. وی در نزدیکی اینترلاکن زندگی می‌کرد.

## زندگی ورزشی
به او به دلیل شیوه و توانایی بیش از حدش در صعود از قله‌ها «ماشین سوئیسی» لقب داده بودند.
در روز ۲۷ آوریل ۲۰۱۳ اولی استیک به همراه سیمونه مورو و Jonathan Griffith دستورهای شرپاها را برای توقف صعود نادیده گرفته و با ادامه کوهنوردی باعث ریزش دیوارهای یخی شد.
وی در ۱۸ مه ۲۰۱۲ بدون استفاده از ذخیره اکسیژن قله اورست را فتح کرد.
او در سال ۲۰۱۵ توانست یکی از مشهورترین دیوارهای جهان، بخش شمالی کوه ایگر، را در مدت زمان ۲ ساعت و ۴۷ دقیقه بدون استفاده از طناب طی کند. این مسیر یکی از خطرناک‌ترین مسیرهای رسیدن به این قله است.
اولی استیک نقشی مهم در نشان دادن ورزش کوهنوردی از طریق فیلم‌هایی داشت که دربارهٔ اکتشافات او ساخته شده است.

## درگذشت
اولی استیک بار دیگر تلاش برای صعود قله اورست و همچنین کوه لهوتسه را آغاز کرد اما در روز یکشنبه ۳۰ آوریل ۲۰۱۷ در حالی که سعی داشت بدون ذخیره اکسیژن، صعود از مسیری جدید را به قله اورست امتحان کند، در جریان حادثه‌ای در نزدیکی کوه نوپتسه درگذشت. وی هنگام بروز این حادثه تنها در حال صعود بود. جسد وی به کاتماندو در نپال منتقل شده است.

## جوایز
اولی اشتک در طول دوران فعالیت ورزشی‌اش چندین جایزه برده بود.
- ۲۰۰۸ جایزه ایگر (Eiger Award) برای صعودهایش به آلپ[۶]
- ۲۰۰۹ جایزه تبر یخ طلایی به همراه Simon Anthamatten برای مسیر جدیدش در جبهه شمالی Tengkampoche[۷][۸]
- ۲۰۱۰ جایزه کارل اونترکریشر برای تنوع صعودهایش[۹][۱۰]
- ۲۰۱۴ جایزه تبر یخ طلایی برای صعود انفرادی جبهه جنوبی آناپورنا[۱۱]